# District de Goalpara
Le district de Goalpara (assamais : গোৱালপাৰা জিলা)  est un district de l'état d’Assam en Inde.

## Géographie

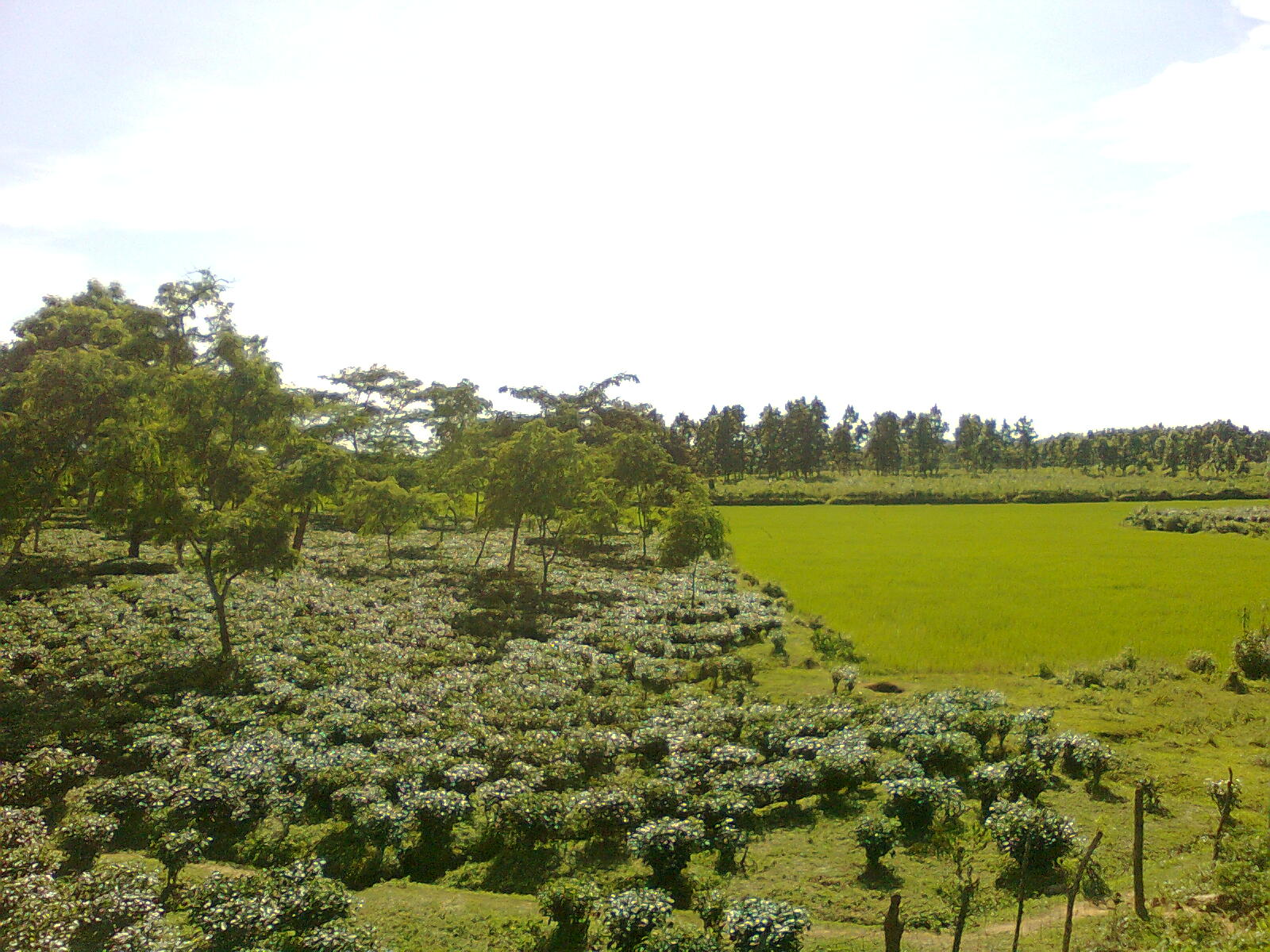
Plantation de thé dans le district de Goalpara.

Le district compte 1 008 183 habitants en 2011 pour une superficie de 1 824 km2.
Le chef-lieu du district est la ville de Goalpara.